# Walentyna Schudina
Walentyna Oleksandriwna Schudina (ukrainisch Валентина Олександрівна Жудіна, wiss. Transliteration Valentyna Oleksandrivna Žudina; * 12. März 1983 in Schytomyr, USSR, Sowjetunion als Walentyna Horpynytsch ukrainisch Горпинич, englisch Horpynych) ist eine ehemalige ukrainische Leichtathletin, die sich auf den Hindernislauf spezialisiert hat.

## Sportliche Laufbahn
Erste internationale Erfahrungen sammelte Walentyna Schudina im Jahr 2003, als sie bei den U23-Europameisterschaften in Bydgoszcz mit 10:26,65 min auf den 13. Platz über 3000 m Hindernis gelangte. 2005 wurde sie bei den U23-Europameisterschaften in Erfurt in 10:19,72 min Elfte und schied dann bei den Weltmeisterschaften in Helsinki mit 9:59,29 min in der Vorrunde aus. Zudem belegte sie bei der Sommer-Universiade in Izmir in 10:03,31 min den vierten Platz. 2007 gewann sie bei den Studentenweltspielen in Bangkok in 9:45,55 min die Silbermedaille hinter der Bulgarin Dobrinka Schalamanowa und verpasste dann bei den Weltmeisterschaften in Osaka mit 10:13,87 min den Finaleinzug. Im Jahr darauf nahm sie an den Olympischen Sommerspielen in Peking teil und kam dort mit 9:43,95 min nicht über die Vorrunde hinaus. 2009 kam sie bei der Sommer-Universiade in Belgrad im Vorlauf nicht ins Ziel und 2012 verpasste sie bei den Olympischen Spielen in London mit 9:37,90 min den Finaleinzug. Im Jahr darauf klassierte sie sich bei den Weltmeisterschaften in Moskau mit 9:33,73 min im Finale auf dem siebten Platz und bei den Crosslauf-Europameisterschaften 2016 in Chia wurde sie in 28:30 min 67. im Einzelbewerb und beendete daraufhin ihre aktive sportliche Karriere im Alter von 33 Jahren.
In den Jahren 2003 und 2005 sowie 2008 und 2012 wurde Schudina ukrainische Meisterin im 3000-Meter-Hindernislauf sowie 2015 auch im 5000-Meter-Lauf. Zudem wurde sie 2012 und 2013 Hallenmeisterin im Hindernislauf.

## Persönliche Bestleistungen
- 1500 Meter: 4:16,12 min, 3. Juni 2009 in Jalta
- 5000 Meter: 15:37,86 min, 1. August 2015 in Kirowohrad
- 3000 m Hindernis: 9:27,26 min, 7. Juni 2008 in Jalta
  - 3000 m Hindernis (Halle): 9:30,99 min, 29. Januar 2013 in Saporischschja